# Amphidrina syriaca
Amphidrina syriaca är en fjärilsart som beskrevs av Ludwig Osthelder 1933. Amphidrina syriaca ingår i släktet Amphidrina och familjen nattflyn. Inga underarter finns listade i Catalogue of Life.